# Piedra de Cal, Veracruz
Piedra de Cal är en ort i Mexiko.   Den ligger i kommunen Playa Vicente och delstaten Veracruz, i den sydöstra delen av landet, 400 km sydost om huvudstaden Mexico City. Piedra de Cal ligger 80 meter över havet och antalet invånare är 207.
Terrängen runt Piedra de Cal är platt. Runt Piedra de Cal är det ganska glesbefolkat, med 24 invånare per kvadratkilometer. Närmaste större samhälle är Playa Vicente, 7,3 km nordost om Piedra de Cal. Omgivningarna runt Piedra de Cal är en mosaik av jordbruksmark och naturlig växtlighet.